# Nukutavake
Nukutavake est un petit atoll situé dans l'archipel des Tuamotu en Polynésie française. C'est le chef-lieu de la commune de Nukutavake.

## Géographie

### Situation
Nukutavake est situé à 13,5 km au nord-ouest de Pinaki l'atoll le plus proche, à 42 km à l'est de Vairaatea et à 1 100 km à l'est de Tahiti. L'atoll est de forme très allongée de 5,2 km de longueur et 1,3 km de largeur maximales pour une surface de terres émergées de 5,5 km2. Le lagon a en revanche complètement disparu par comblement et a été remplacé par une cocoteraie de 800 ha.

### Géologie
D'un point de vue géologique, l'atoll est l'excroissance corallienne du sommet du mont volcanique sous-marin homonyme formé il y a environ 40 à 50 millions d'années. Nukutavake, comme Pinaki voisin, présente la particularité d'avoir accumulé de grandes quantités de sables éoliens sous forme de dunes pouvant atteindre environ 10 mètres de hauteur et ayant été un temps exploitées pour leurs qualités physico-chimiques particulières.

### Démographie
En 2017, la population totale de Nukutavake est de 190 personnes, principalement regroupées dans le village de Tavananui ; son évolution est la suivante :
| 139                                                     | 142 | 190 | 139 | 165 | 188 | 190 |
| Sources ISPF et Gouvernement de la Polynésie française. |     |     |     |     |     |     |

## Toponymie
Nukutavake  signifie littéralement « les armées (nuku) de Tavake » du nom de l'oiseau personnifiant le dieu de la guerre Tû.

## Histoire

### Peuplement polynésien et découverte par les Européens
Nukutavake porte de nombreux vestiges archéologiques d'occupation polynésienne appartenant à l'aire culturelle et linguistique Maragai (regroupant également les atolls de Vairaatea, Pinaki, Vahitahi et Akiaki). La première mention de l'atoll par un Européen a été faite par l'Anglais Samuel Wallis qui y échange quelques présents avec les habitants le 8 juin 1767, et qui le nomme Queen Charlotte Island. C'est ensuite le navigateur britannique Frederick Beechey qui le visite le 22 janvier 1826.

### Période moderne

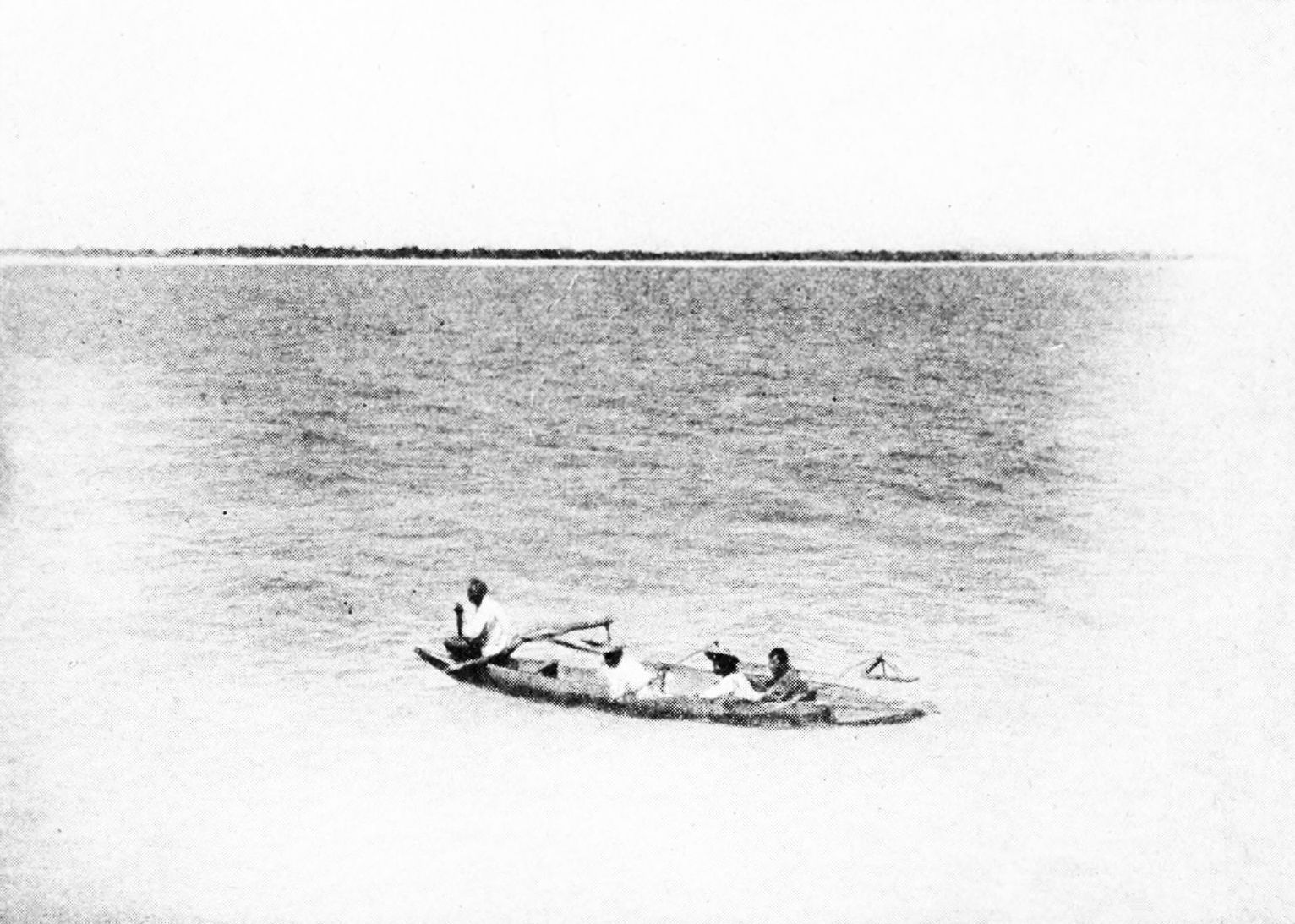
Polynésiens abordant Nukutavake en 1915.

Au XIXe siècle, Nukutavake devient un territoire français peuplé alors d'environ 30 habitants autochtones vers 1850. L'atoll est alors évangélisé avec la fondation de la paroisse Saint-Joachim en 1852 et la construction en 1924 de l'église homonyme rattachée au diocèse de Papetee. En 1911, Nukutavake devient le chef-lieu de la commune regroupant également les atolls de Pinaki et Vahitahi.
En 1983, l'atoll est frappé par un important cyclone qui fait de lourds dégâts notamment sur le plus important marae Kurakakea, au centre du village de Tavananui.

## Économie
La production de coprah (170 tonnes en 2009) issue de l'exploitation de la cocoteraie occupe l'intégralité de l'atoll. La pêche pratiquée autour de l'atoll sert à la consommation locale par les habitants de la commune.
Un petit aérodrome domestique — avec une piste de 900 mètres de longueur — a été ouvert en 1981 dans la partie sud-est de l'île. Il assure une bonne centaine de vols annuels pour environ 1 000 passagers, composés essentiellement de touristes qui est l'une des activités principales de l'atoll.

## Faune et flore
L'atoll accueille une population endémique de Chevaliers des Tuamotu.